# Corydoras crimmeni
Corydoras crimmeni är en fiskart som beskrevs av Grant, 1997. Corydoras crimmeni ingår i släktet Corydoras och familjen Callichthyidae. Inga underarter finns listade i Catalogue of Life.